# Phước Kháng
Phước Kháng là một xã thuộc huyện Thuận Bắc, tỉnh Ninh Thuận, Việt Nam.

## Địa lý
Xã Phước Kháng nằm ở có vị trí địa lý:
- Phía đông giáp xã Lợi Hải
- Phía tây giáp huyện Bác Ái
- Phía nam giáp xã Bắc Phong
- Phía bắc giáp xã Phước Chiến.

Xã Phước Kháng có diện tích 46,61 km², dân số năm 2919 là 2.488 người, mật độ dân số đạt 53 người/km².

## Lịch sử
Trước đây, Phước Kháng là một xã thuộc huyện Ninh Hải.
Ngày 7 tháng 7 năm 2005, huyện Ninh Hải được chia thành hai huyện Ninh Hải và Thuận Bắc, xã Phước Kháng trực thuộc huyện Thuận Bắc như hiện nay.